# سدیم فرولیت
سدیم فرولیت (به انگلیسی: Sodium ferulate) با فرمول شیمیایی C۱۰H۹NaO۴ یک ترکیب شیمیایی با شناسه پاب‌کم ۵۳۲۱۳۶۱ است. که جرم مولی آن ۲۱۶٫۱۷ g/mol می‌باشد. 